# Pic Funeral
Pour les articles homonymes, voir Funeral.
Le pic Funeral (en anglais : Funeral Peak) est un sommet du comté d'Inyo, en Californie, dans l'Ouest des États-Unis. Il culmine à 1 946 mètres d'altitude dans le chaînon Amargosa. Il est protégé au sein du parc national de la vallée de la Mort.